# إف-16 إجرسور
إف-16 إجرسور (بالإنجليزية: F-16 Aggressor)‏ هي لعبة فيديو تم تطويرها بواسطة شركة جينرال للمحاكاة ونشرتها شركة بيثيسدا سوفت وركس في 12 أبريل 1999 للحاسوب الشخصي. 

## أسلوب اللعب
إف-16 إجرسور هي عبارة عن محاكاة باستخدام نظام الطيران بالسلك. 

## استقبال
استعرض أدم بافلاكا من موقع جيمز رادار إصدار الكمبيوتر الشخصي للعبة، وصنفها بثلاث نجوم من أصل خمسة، وذكر «أن اللعبة تستحق الثناء الكبير لأنها محاكاة دقيقة تقوم بتصوير الطائرة الحربية أف-16، ولكنها مناسبة فقط إذا كنت تريد التدريب كطيار أما إذا كنت تبحث عن تجربة قتالية ممتعة، فابحث في مكان آخر».